# سونی اریکسون دبلیو۹۰۰
سونی اریکسون دبلیو۹۰۰(به انگلیسی: Sony Ericsson W900)یک تلفن همراه است که توسط شرکت سونی اریکسون تولید شده‌است